# Вја Бергамо (Бергамо)
Вја Бергамо је насеље у Италији у округу Бергамо, региону Ломбардија.
Према процени из 2011. у насељу је живело 37 становника. Насеље се налази на надморској висини од 134 м.